# Межамериканский суд по правам человека
Межамериканский суд по правам человека (сокр. МАСПЧ, исп. Corte Interamericana de Derechos Humanos, порт. Corte Interamericana de Direitos Humanos, фр. Cour interaméricaine des droits de l'homme, англ. Inter-American Court of Human Rights) — международный судебный орган, юрисдикция которого распространяется на государства-члены Организации американских государств (ОАГ), ратифицировавшие Американскую конвенцию о правах человека (АКПЧ).
Вместе с Межамериканской комиссией по правам человека составляет систему защиты прав человека в Южной и Северной Америке.
Резиденция суда находится в Сан-Хосе в Коста-Рике.
Суд был создан в 1969 году, но начал функционировать только в 1979 году, после того как Конвенция вступила в силу.
В состав суда входят семь судей, избираемых Генеральной ассамблеей ОАГ на шестилетний срок. Один судья может переизбираться только один раз. Председатель суда и его заместитель избирается судьями. Государство ОАГ может иметь только одного своего судью в составе Суда. Если государство не имеет своего судью в составе Суда при рассмотрении касающегося данной страны дела, то оно имеет право выдвинуть дополнительного судью. Заседание суда проходят раз в полгода, но возможны и внеочередные заседания.
Суд компетентен толковать Американскую конвенцию о правах человека и любой другой американский документ, относящийся к области правам человека. Суд выполняет две основные функции: судебную и консультативную. В первом случае он рассматривает конкретные случаи нарушения прав человека в государствах, ратифицировавших АКПЧ. Во втором он консультирует государства ОАГ по поводу соответствия тех или иных законов и законопроектов АКПЧ и другим правозащитным документам.
В отличие от Европейского суда по правам человека физические лица не могут обращаться непосредственно в суд. Передача дел на рассмотрения осуществляется Межамериканской комиссией по правам человека и государствами, подписавшими АКПЧ. Физические лица могут обращаться в Комиссию.
На 2018 год юрисдикцию суда признают 23 государства, ратифицировавшие АКПЧ.

## Влияние решений Межамериканского суда по правам человека на национальное право
Решения Межамериканского суда по правам человека учитываются национальными судами при вынесении решений. В Боливии в 2020 году Вторая Конституционная палата суда Ла-Паса признала незаконным отказ Службы гражданского реестра в регистрации однополого брака (в Боливии на тот момент не было признания однополых браков) и в обоснование своего решения сослалась на решение Межамериканского суда по правам человека, вынесенное в 2017 году.